# ناقص برای تو
«ناقص برای تو» (انگلیسی: Imperfect for You) ترانه‌ای از خواننده و ترانه‌سرای آمریکایی آریانا گرانده برای هفتمین آلبوم استودیویی خود درخشش ابدی (۲۰۲۴) است. ترانه همراه آلبوم در ۸ مارس ۲۰۲۴ از طریق ریپابلیک رکوردز منتشر شد. ترانه‌سرایی ترانه توسط گرانده، مکس مارتین، ایلیا سلمان‌زاده و با همکاری افتخاری پیتر کام به سرانجام رسید.

## اجراهای زنده
در ۹ مارس ۲۰۲۴، در یک قسمتی از برنامه تلویزیونی پخش زنده شنبه شب، گرانده این ترانه را همراه با «نمی‌تونیم دوست باشیم» دومین تک‌آهنگ از آلبوم درخشش ابدی با معرفی مادرش جوآن از اجرا، به‌صورت زنده اجرا کرد.

## نمودار
| نمودار (۲۰۲۴)                  | موقعیت اوج |
| ------------------------------ | ---------- |
| استرالیا (ای‌آرآی‌ای)            | ۸۰         |
| کانادا (۱۰۰ تک‌آهنگ داغ کانادا) | ۳۵         |
| فرانسه (اس‌ان‌ای‌پی)              | ۱۳۱        |
| ۲۰۰ آهنگ جهانی (بیلبورد)       | ۲۵         |
| یونان بین‌الملل (آی‌اف‌پی‌آی)      | ۴۱         |
| پرتغال (ای‌اف‌پی)                | ۵۷         |
| پخش جاری انگلستان (اُسی‌سی)      | ۳۲         |
| بیلبورد هات ۱۰۰ ایالات متحده   | ۳۷         |